# Ischiolepta loebli
Ischiolepta loebli är en tvåvingeart som beskrevs av Rohacek och Papp 1984. Ischiolepta loebli ingår i släktet Ischiolepta och familjen hoppflugor. Inga underarter finns listade i Catalogue of Life.